# Богословија у Задру
Богословија у Задру, или Задарска богословија, била је православна богословија у Задру. Богословија је за вријеме свог постојања носила два званична имена: Православна Клирикална школа од 1832. до 1864. године и Православни богословски завод од 1869. до 1920. године.

## Историја

### Оснивање
Отварање богословије је планирано за вријеме француске управе у Далмацији, Наполеон Бонапарта је декретом 19. септембра 1808. године одобрио оснивање сјеменишта за свештенике Православне цркве. Црквено-народни сабор у Задру се 30. новембра исте године састао и донио одлуку о оснивању богословије. До отварање ипак није дошло, због недостатка наставног кадра.
За вријеме аустријске управе у Далмацији, први епископ далматински Венедикт Краљевић покушао је да при својој резиденцији у Шибенику отвори богословију са унијатским професорима русинског поријекла из Галиције. Унијатски свештеници су стигли у Задар децембра 1819. године, али су брзо разоткривени због чега се народ побунио, прво у Шибенику, затим у цијелом Далмацији. Шибеничани су на први дан Духова 1821. покушали извршити атентат на Краљевића пуцајући на његове кочије, али се он није налазио у њима. Након овог догађа школа је престала да ради.
Дан након атентата Венедикт сели из Шибеника у Задар, одакле 23. маја 1823. године одлази у Италију остављајући епархију задарском пароху Спиридону. Краљевић је пензионисан 1828. године, а годину касније епархија је царском наредбом припојена Карловачкој притрополији.

### Клирикална школа
Венедиктов насљедник, Јосиф Рајачић уз царево одобрење 30. септембра 1832. године у Шибенику отвара школу за православне свештеника под именом Православна Клирикална школа. Школовање је трајало пет године, а примани су кандидати за завршеном основном школом, ако су знали писати и читати српски или црквенословенским примани су и без основне школе. Сваки разред је имао свог учитеља.
Школа је заједно са епископским сједиштем 1841/42. године премјештена у Задар. Престала је са радом школеске 1863/64. године. За 31. годину постојања школу је завршило 186 ученика, међу којима су били и каснији епископи Висарион Љубиша и Никанор Ивановић.
На приједлог епископа Стефана Кнежевића 14. октобра 1860. издато је царево одобрење да се у школу примају само младићи са завршеним нижом гимназијом и да се стипендије додјељују младићима које ће започети школовање у гимназијама. Епископ Стефан се 1863. године обратио цару са молбом да питомци о државом трошку заврше гимназију, па тек онда упишу богословију, што је цар 25. октобра 1864. године одобрио.

### Богословски завод
Клирикална школа је као реорганизована отворена 1869/70. године под именом Православни богословски завод. Према новом плану, уз царево одобрење 5. јуна 1869, школовање је трајало четири године и могли су се школовати кандидати са завршеном гимназијом.
Школске 1883. године издата су Правила за питомце православног богословсог сјеменишта у Задру, која су се састојала од једанаест тачака. Правила су се односила на религиозне дужности, занимање, провођење слободног времена, однос према претпостављенима, међусобну комуникацију и др.

## Гашење
Задарска богословија је са радом престала 1919/1920. шкоске године током италијанске окупације Задра.